# Olof Wiklund
Olof Valfrid Wiklund, född 12 april 1902 i Piteå landsförsamling, död 28 juni 1986 i Piteå, var en svensk sågverksarbetare och riksdagspolitiker (s).
Wiklund var till yrket sågverksarbetare, som politiker var han ledamot av riksdagens andra kammare 1949–1962 i Norrbottens läns valkrets. Han var även landstingsledamot från 1935.